# Семидідько Андрій Андрійович
Семидідько Андрі́й Андрі́йович (нар. 30 січня 1974 року, Чернігів, Українська РСР) — правозахисник, громадський діяч, виконавчий директор Антирейдерського союзу підприємців України, фундатор громадянської мережі «СВОЇ».

## Біографія

### Освіта
У 1997 році закінчив Київський політехнічний інститут, здобувши вищу технічну освіту (інженер-промтеплоенергетік).
У 2009 році отримав другу вищу — юридичну освіту, Факультет міжнародних відносин і міжнародного права в Інституті міжнародних відносин Інститут міжнародних відносин Київського національного університету імені Тараса Шевченка.

### Трудова діяльність
З 1998 року Андрій Семидідько займається підприємницькою діяльністю — засновник і керівник підприємств малого та середнього бізнесу.

### Сім'я
Одружений, виховує двох дітей: сина і дочку.

## Громадська діяльність

### «АСПУ»
У 2006 році, в результаті рейдерського захоплення підприємства, власником і керівником якого був Андрій Семидідько, він створює громадську організацію «Антирейдерський союз підприємців України» — «АСПУ». В даний час Експертною радою «АСПУ» узагальнено понад 800 випадків проявів рейдерства, з аналізом злочинних схем, виявленням замовників, чиновників, фізичних і юридичних осіб - учасників конфліктів, а також їх ролей, які вони виконують в злочинних схемах. В даний час «АСПУ» об'єднує 510 трудових колективів і підприємців з різних галузей економіки.

### «ЧЕСНО»
9 грудня 2011 року Рух «Чесно» ініціював кампанію «Фільтруй Раду». У рамках цієї кампанії учасники руху спільно з журналістами та з громадськими активістами перевіряли діючих депутатів на відповідність критеріям доброчесності, які визначали активісти руху. Андрій Семидідько входив до координаційної ради Руху «Чесно».
Аналітична команда Руху «Чесно» перевірила спочатку 450 діючих народних депутатів, а потім - більше 2500 кандидатів до парламенту. Рух виявив понад 900 нечесних кандидатів у народні депутати. Паралельно учасники Руху створили окремий інструмент вимірювання чесноти політиків - «Чеснометр».

### Конфлікт з Андрієм Портновим
Передісторія. Андрій Семидідько в ефірі «5 каналу» в рамках телепрограми «Народний контроль» заявив про причетність Андрія Портнова до рейдерських дій.
У зв'язку з чим з 2010 по 2013 роки, за свою правозахисну діяльність, Семидідько піддавався кримінальному переслідуванню з боку Андрія Портнова, першого заступника Керівника Адміністрації Президента Януковича. 17 квітня 2013 року А.Семидідько був повністю виправданий судом.

### «СВОЇ»
У грудні 2013 року, на Євромайдані, Андрій Семидідько виступив ініціатором створення громадянської мережі патріотів «СВОЇ».
З серпня 2014 року, Андрій Семидідько є співзасновником та Головою правління Благодійного фонду «СВОЇ». Фонд містить волонтерський центр у м.Києві, на вул.Фролівська, 9/11. Фонд надає допомогу переселенцям із зони АТО, фінансову підтримку активістам, які займаються охороною громадського порядку. На даний час, БФ «Свої» надає допомогу переселенцям, загальною чисельністю близько 20 тис. осіб.

### ТСОУ
У березні 2014 року, з ініціативи А.Семидідька, у м.Києві, на базі старого тиру ДТСААФ (правонаступником є організація ТСОУ - Товариство сприяння обороні України), був створений Навчальний центр «РЕАЛИСТ» для підготовки патріотично налаштованих громадян. На базі Навчального центру відбувається навчання поводженню з вогнепальною зброєю, тактиці дій малих груп, навичкам невідкладної медичної допомоги, тактичної медицини, поводження з засобами пожежогасіння і поведінки в умовах терористичної загрози. Навчання проводять активісти і військовослужбовці, які повернулися з зони АТО. Навчальний центр існує на кошти волонтерів і цивільних активістів. Досвід і методика по створенню таких центрів на базі об'єктів інфраструктури ТСОУ поширюється у регіонах України.
З березня 2014 року, А.Семидідько стає радником Голови Товариства сприяння обороні України (ТСОУ), з питань захисту власності. А потім і Головою Шевченківської районної організації ТСОУ, Заступником Голови Київської міської організації ТСОУ.

### Творча діяльність
Семидідько А.А. є автором понад 150 статей і публікацій з питань розвитку економічного суверенітету України, захисту прав власності, безпеки підприємницької діяльності.
Виступав спікером на тематичних конференціях, давав інтерв'ю телеканалам та брав участь в прес-конференціях щодо захисту власності і проявах рейдерських атак на приватний бізнес, читав лекції для студентів.

### Підпал автомобіля
У 2014 року - "Керівнику антирейдерського союзу Семидідько спалили машину".
 "По причинам. Ну мешаю я людям деньги зарабатывать. Если серьезно, то напрягает совместное интервью с Семенюк-Самсоненко по Коломойскому. Еще ситуация по заводу Антонова, где старое руководство не подчиняется решению Кабмина и поселило на заводе гопоту, типа для защиты от рейдеров. Все остальное - конфликты мелкие. Такие действия меня только мобилизуют", - отметил Семидидько. 

### Звинувачення
Звинувачення у Пресі, на сторінках інтернет-видань, а також.
Структура, возглавляемая Андреем Семидидько, вмешивается чуть ли не во все корпоративные конфликты, происходящие в Украине, а иногда и за ее пределами. Как утверждают злые языки, заказчики высоко ценят его умение «вести дела», в частности «решать» сложные вопросы в судах.
Андрей Семидидько безапелляционно «квалифицирует действия судей при осуществлении правосудия, устанавливает нарушение норм материального и процессуального права при принятии ими судебных решений, признает указанные решения неправосудными, а также дает правовую оценку действиям, совершенным субъектами хозяйствования и инвесторами, в частности, устанавливая нарушение прав определенных физических и юридических лиц». Именно так деятельность Андрея Семидидько оценена в письме, направленном от имени Госкомиссии по ценным бумагам и фондовому рынку в Гепрокуратуру.

### Законодавча діяльність
А.Семидидько є розробником 20 законодавчих ініціатив по врегулюванню питань про державну реєстрацію речових прав, відкритих реєстрів, корпоративного управління. А.Семидідько був членом Громадських рад при Фонді державного майна України, Міністерство юстиції України, Міністерство соціальної політики України, Державна фіскальна служба України. Був консультантом Комітетів Верховної Ради: з питань верховенства права та правосуддя; щодо законодавчого забезпечення правоохоронної діяльності в МВС України; по боротьбі з організованою злочинністю та корупцією.

### Політична діяльність
У 2002—2006 роках — депутат Шевченківської районної ради у місті Київ; голова постійної комісії з питань молодіжної політики, гуманітарних питань та духовного відродження, його заступником був Зорян Шкіряк.
У 2013 році балотувався в депутати Верховної Ради України по округу № 223 (м.Київ) 7-го скликання: самовисування.